# Olga Gontar
Olga Gontar, née le 11 janvier 1979 à Minsk, est une gymnaste biélorusse. À l'âge de six ans, elle commence la gymnastique rythmique individuelle dans le club de Dinamo Minsk avec Tatiana Parfenovich. Durant sa carrière elle est entraînée par Irina Leparskaya (en) et Galina Krylenko. Olga Gontar prend sa retraite en 1996, pour cause d'une blessure à la colonne vertébrale. 

## Carrière
Olga Gontar commence la gymnastique rythmique en 1985, à l'âge de six ans. Par la suite, dotée de nombreuses qualités elle gagne plusieurs médailles :
- En 1993, elle devient championne générale championnat d'Europe en junior
- En 1994, elle termine 5e au championnat d'Europe en senior et finit 4e au championnat du Monde
- En 1995, elle obtient la médaille d'or durant la coupe d'Europe à Telford dans la catégorie « ballon ». Puis, à Deventer, elle gagne le grand prix dans la catégorie « corde », la médaille de bronze toutes catégories confondues ainsi que le bronze dans la catégorie « ruban ».

Durant sa carrière, coachée par Irina Leparskaya et Galina Krylenko, elle estime que 1995 était son année la plus riche.
Olga Gontar arrête sa discipline à l'âge de 17 ans à la suite de multiples blessures et à cause d'une mauvaise entente avec ses entraîneurs.

## Vie
Durant sa vie, Olga Gontar n'est pas seulement une gymnaste. En effet, en 2000, elle a défilé à Paris en tant que mannequin italienne au Names Hodeling.
Elle a aussi travaillé pour de nombreuses grandes marques connues telles que Reebok, Speedo et Calida. En Italie, elle a présenté les entreprises Armani et Lagerfeld. En Allemagne, elle a été promouvoir les voitures Mercedes.
En 2011, elle a déménagé pour Guadalajara où elle devient coach.
Vers la fin de l'année 2014, elle prend en charge l'équipe d'Inde à Hyderabad.